# 徳川継友
徳川 継友（とくがわ つぐとも）は、江戸時代中期の第6代名古屋藩主である。江戸幕府第7代将軍・徳川家継の後継者候補であった。

## 経歴
第3代藩主・綱誠の十一男、母は側室・林氏女（和泉）。正室は近衛家熙の娘・安己君（あこぎみ）。子は八三郎（夭折）、養女・三千君（兄・徳川吉通の娘で継友の姪にあたる、九条幸教の正室となる）。幼名は八三郎。元服の後、兄で第4代藩主の吉通より偏諱を受けて通幸（みちゆき）、次いで通顕（みちあき）と改め、さらに将軍・徳川家継の偏諱を受けて継友と改める（「友」は祖父・光友から1字を取ったものである）。
正徳3年、兄・吉通、甥・五郎太の相次ぐ急死により第6代藩主となる。時に21歳。長い間「お控え」として、結婚もできず捨扶持を与えられた生活から一躍浮上した嬉しさからか、五郎太が没した翌日に側近や家臣を招いて壮大な酒宴を開き、これはさすがに不謹慎であると附家老・竹腰正武から諌められた。
第6代将軍・徳川家宣は、継友（当時は通顕）の兄で尾張第4代藩主であった徳川吉通を第7代将軍にしようとした。吉通兄弟の父である尾張第3代藩主・徳川綱誠は、第2代藩主・光友と第3代将軍・徳川家光の長女・千代姫の実子であり、尾張徳川家は、もっとも将軍家に近い血筋でもあった。しかし、間部詮房や新井白石らの反対があり、家宣の実子で生き残っていた鍋松が第7代将軍・家継となる。また、名古屋藩には「将軍位を争うべからず」という不文律もあった。吉通が薨去し、家継が危篤に陥ると、将軍候補は和歌山藩主・徳川吉宗と、尾張藩主・継友の2人に絞られた。継友は吉通と同じく、将軍家に最も近い血筋であった。しかも、関白太政大臣・近衛家熙の次女である安己姫と婚約していた。安己は大奥の実力者・天英院（近衛熙子）の姪であり、姉・近衛尚子は、中御門天皇の女御になることが決まっていた。間部はじめ家継の幕閣たちは、継友に従四位下・左近衛権少将・大隅守という官位を与えており、継友は大奥からも幕閣からも、そして朝廷からも推されているように見られた。ところが、天英院は姪が嫁ごうとしている尾張家の継友ではなく、紀伊家の吉宗を指名し、第8代将軍は吉宗になった。このとき、尾張の附家老であった成瀬正幸と竹腰正武など尾張の重臣たちは、「尾張は将軍位を争うべからず」に基づいて、積極的に継友の将軍位就任運動をしていなかった。唯一、間部たちにより、異例の速さで従四位下・侍従・安房守となっていた継友の異母弟の松平通温は、兄の将軍位就任を望んでいた。
継友は幼少より金銭を蓄積することに熱心、「性質短慮でけち」と領民の評判は今ひとつで、前述のように将軍位継承争いに敗れた後は、「尾張大納言」と「尾張大根」をかけて「切干大根」というあだ名があった（ただし、継友は大納言に任ぜられていない）。
また、伊勢神宮への参拝とその大麻札を将軍家に上程した日は、朝廷の制中であり、時を弁えていない行動も少なからずあった。
一方、綱誠のころより、第5代将軍・綱吉の「御成費用」などで逼迫してきた藩財政の建て直しを図り、役職を整理したり、一族への給与の削減などをして（これらの処置が先述の批判につながる）、享保13年には金13372両余、米27815石余の黒字を残した。緊縮財政下にもかかわらず、名古屋の発展も著しく、江戸の豪商三井家越後屋が再びの出店をし、城下町人口も7万人を超えるに至った。これらが次代・宗春の飛躍にもつながったのである。
享保15年11月27日（1731年1月5日）に後継者がいないまま麻疹のため死去した。享年39。異母弟の松平主計頭通春（後の徳川宗春）が跡を継いだ。
『武江年表』によると、「冬より翌年春に至り、麻疹流行」とあることから、当時麻疹が流行していたのは事実であるが、まだ40歳に満たない若さから、将軍継承を争った吉宗による暗殺とする説もあったという。

## 官職および位階等の履歴
- 正徳2年12月15日（1713年1月11日）、従四位下に叙せられ、左近衛権少将に任官。大隅守を兼任。松平の苗字を唱える。
- 正徳3年11月11日（1713年12月28日）、尾張国名古屋藩主となる。11月25日（1714年1月11日）、将軍徳川家継の一字を賜り、継友と改める。12月25日（2月9日）、従三位に昇叙し、左近衛権中将に転任し、右兵衛督を兼任。
- 正徳4年11月28日（1715年1月3日）、参議に補任。
- 正徳5年12月1日（1715年12月26日）、権中納言に転任。
- 享保15年11月27日（1731年1月5日）、薨去。法名：晃禪院殿博譽忍慈源曜、墓所：名古屋市東区筒井の徳興山建中寺。

## 家系
- 父：徳川綱誠
- 母：和泉（泉光院　林氏）
- 正室：安己君（光雲院　近衛家熙女）
- 側室：右京（岡野　園野　善良院　秋山氏）
  - 長男：八三郎（夭折）
  - 養女：三千君（徳川吉通女、九条幸教室）

## 関連作品
- 『八代将軍吉宗』（演 ‐ 羽賀研二）
- 『大奥 最終章』（演 ‐ 山口翔悟）
- 「鬼舐役宗八」（神坂次郎『おかしな大名たち』収録、中公文庫）
- 紀州（落語） - 徳川家継の後継将軍争いを題材にした地噺